# Miño de San Esteban
Miño de San Esteban é um município da Espanha na província de Sória, comunidade autónoma de Castela e Leão, de área 48,89 km² com população de 73 habitantes (2006) e densidade populacional de 1,63 hab/km².

## Demografia
| Variação demográfica do município entre 1991 e 2004 | Variação demográfica do município entre 1991 e 2004 | Variação demográfica do município entre 1991 e 2004 | Variação demográfica do município entre 1991 e 2004 |
| --------------------------------------------------- | --------------------------------------------------- | --------------------------------------------------- | --------------------------------------------------- |
| 1991                                                | 1996                                                | 2001                                                | 2004                                                |
| 126                                                 | 101                                                 | 89                                                  | 80                                                  |